# Karasahr

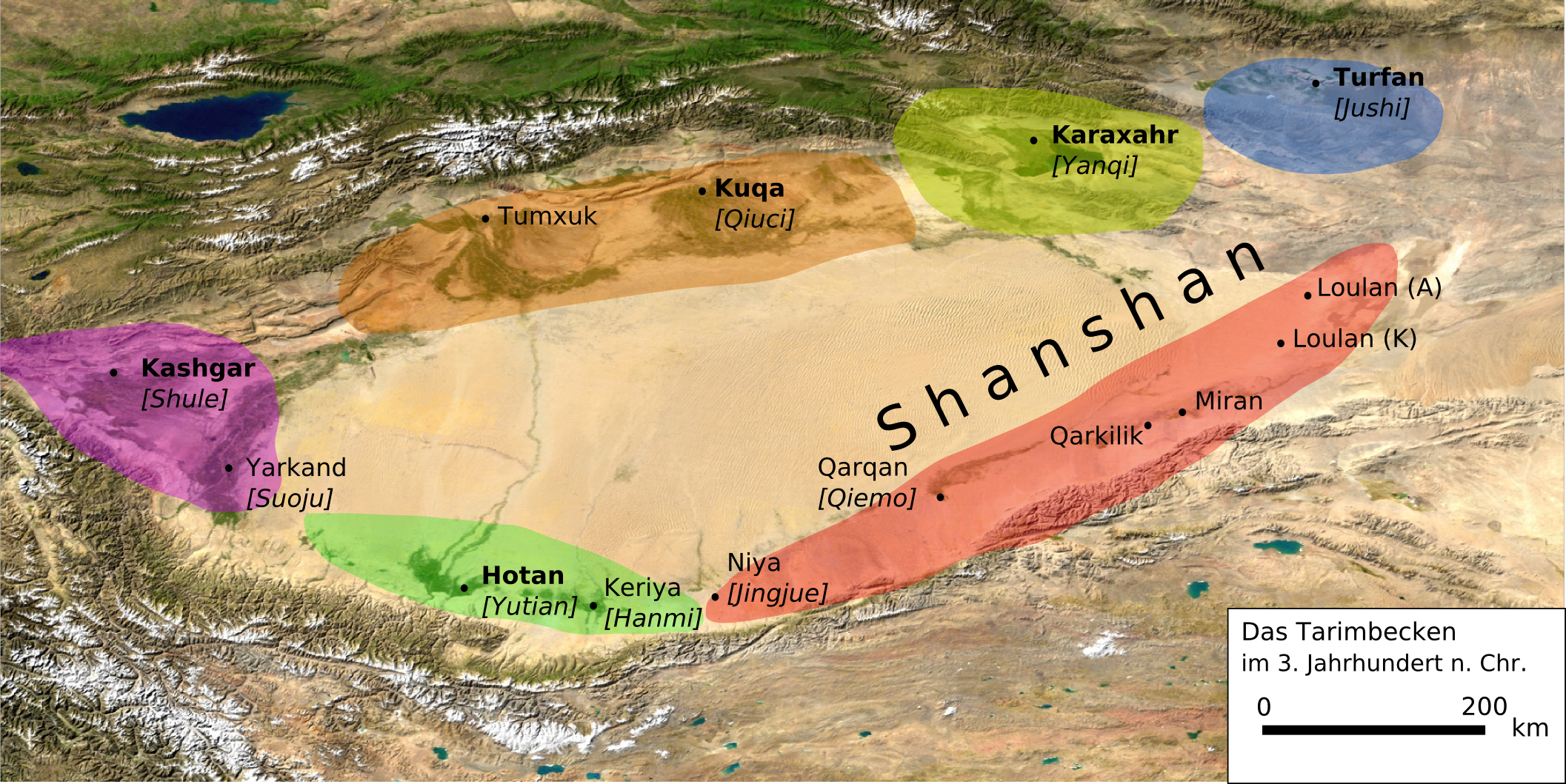
Bacino del Tarim nel III secolo

Karasahr, Yanqi o Karashahr ("città nera" in lingua uigura, turco: Karasehir, sanscrito: Agnideśa, cinese: 焉耆, pinyin: Yānqí, Wade-Giles: Yen-ch'i; ) è un'area situata nell'odierno Xinjiang, in Cina. Il nome sanscrito buddhista era 'Agni' o 'Fuoco'. L'attuale nome della città è Yanqi.

## Geografia
L'attuale Yanqi (latitudine 42° 01'N; longitudine 86°33'E) si trova circa 24 km ad ovest del lago Bosten. Il lago è largo 81 km (est-ovest) e lungo 48 km (nord-sud), con una superficie di 1000 km2 che lo rende uno dei più grandi dello Xinjiang. Era famoso fin dai tempi della dinastia Han a causa dell'enorme quantità di pesce che lo abitava. Il lago è rifornito dal Kaidu, ed il fiume Konqi esce dopo Korla e attraversa il deserto del Taklamakan fino a Lop Nur. Vi sono numerosi altri piccoli laghi nella regione.

## Storia

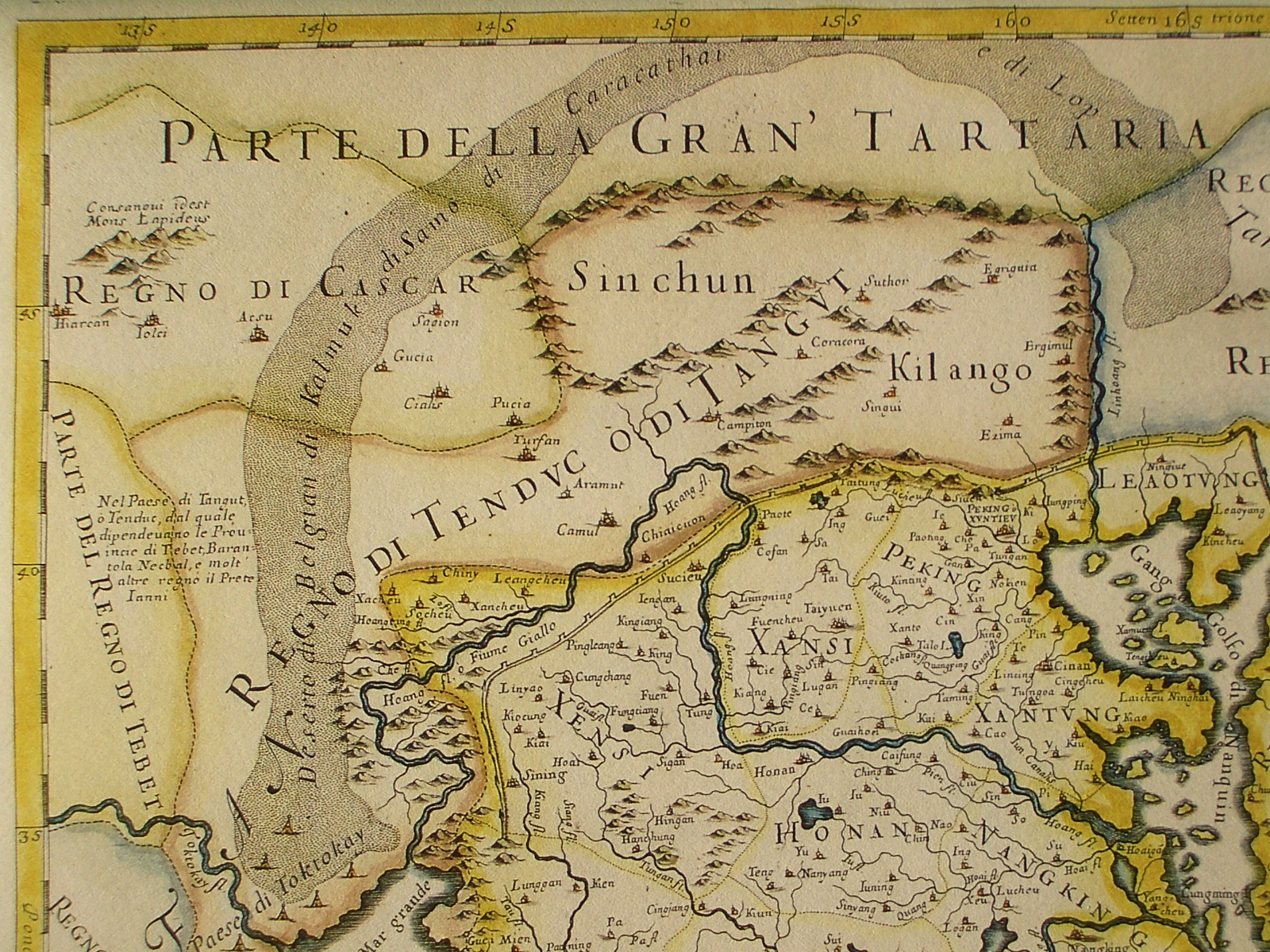
Questa mappa del XVII secolo mostra Cialis (Karashahr) come una delle città della catena che si stende tra Hiarcan e Sucieu

Il regno di Yanqi fu un antico regno buddhista situato su quel ramo della via della seta che costeggiava il lato settentrionale del deserto del Taklamakan nel bacino del Tarim. Durante la dinastia Han era un regno molto importante.
Karashahr divenne nota agli europei (come Cialis, trascrizione italianizzata del turco Chalish) all'inizio del XVII secolo, quando il gesuita portoghese Bento de Góis la visitò durante il suo viaggio dall'India alla Cina (via Kabul e Kashgar). De Góis ed i suoi compagni di viaggio (un mercante armeno di nome Isaac ed uno greco di nome Demetrios) trascorsero molti mesi nel "Regno di Cialis", attraversandolo con una carovana di mercanti kashgar (apparentemente esattori fiscali) nel loro viaggio alla scoperta della Cina Ming. I viaggiatori rimasero a Cialis per tre mesi nel 1605, per proseguire attraverso Turfan ed Hami (tutte nel Regno di Cialis, secondo de Góis), fino al confine dell'impero Ming a Jiayuguan.
Un viaggiatore del XX secolo descrive così la situazione di Karashahr:
Come i Mongoli nomadi di oggi, le tribù erranti di un tempo lontano devono aver usato questo distretto come porta di entrata e uscita. I Tocari (Yue-chi) [pinyin: Yuezhi], sulla loro rotta per la Cina, senza dubbio ai tempi attraversavano questo passaggio per raggiungere la valle dell'Ili...»
(Albert von Le Coq)

## Vicini
L'antico stato confinava con Kucha e con Aksu ad ovest, e con Turfan ad est. A su, dopo Korla ed il deserto, c'era Khotan.
Francis Younghusband visitò per breve tempo Karasahr nel 1887 nel suo viaggio da Pechino all'India. La descrisse come "simile alle città vicine, circondata da mura in fango, e con porte sormontate dalle solite torri simili a pagode. Vi sono mura di moschettieri all'esterno delle mura principali, ma sono ora quasi tutte in rovina. All'interno delle mura vi sono alcuni yamen, ma solo poche case. Fuori, a sud, ci sono pochi negozi".